# Matteo Formenti
Matteo Formenti (Desio, 15 aprile 1982) è un cestista italiano che gioca nel ruolo di guardia.

## Carriera
Inizia la sua carriera cestistica nella storica società dell'hinterland milanese, Aurora Basket Desio dove segue tutto il percorso del settore giovanile che culmina nel 2000 con le finali nazionali del campionato juniores a Reggio Calabria con la squadra sponsorizzata dalla Rimadesio.
Con l'Aurora Basket Desio, prima sponsorizzata GT Autoallarm e poi TC Sistemi, ottiene del 1998 al 2000 la promozione in serie D ed in C2 mentre nel 2001 alle Final Six di Cassano d'Adda ottiene le promozione in C1 (primo campionato a livello nazionale)
Nella stagione 2001-02 esordisce in B1 con la società Blu Basket Treviglio.
Dal 2002 al 2009 gioca nella Junior Casale Monferrato dove nella stagione 2008-2009 ne è anche il capitano.
Nella stagione 2004-2005, con allenatore Franco Ciani (allenatore di pallacanestro) vince la coppa Italia di lega B1 ed ottiene la promozione in Legadue : il suo esordio in lega A2 è datato 2 ottobre 2005, nella partita Curtiriso Casale Monferrato - Sicc Jesi (79-86) in cui realizza 10 punti in 22 minuti di gioco.
Nelle stagione 2009-2010 e 2010-2011 gioca nella Gruppo Triboldi Basket sponsorizzata Vanoli ed allenata da Stefano Cioppi dove ha la possibilità di esordire in Sarie A l'11 ottobre 2010 (Lottomatica Roma - Vanoli Cremona 94 - 79).
Dalla stagione 2011 gioca, fino alla stagione 2014, con la società New Basket Brindisi sponsorizzata Enel e allenata da Piero Bucchi; la prima stagione (2011-12) in Legadue ottiene la vittoria in Coppia Italia di Legadue e il 14 giugno 2012 la promozione in Serie A1 (pallacanestro maschile) (vincendo il play-off contro Pistoia Basket 2000 alla quarta partita).
Nella stagione 2012-13 ottiene la prima salvezza in Serie A1 (pallacanestro maschile) della storia cestistica della New Basket Brindisi e si qualifica per la Final Eight Coppa Italia 2013 di Milano (sconfitta ai quarti di finale, dopo i tempi supplementari, contro Dinamo Basket Sassari 98 - 96).
Nella stagione 2013-14 partecipa per la seconda volta alle Final Eight Coppa Italia 2014 di Milano (perdendo in semifinale con la Mens Sana Basket 80 - 89 ed ottiene per la prima volta la partecipazione ai play-off Serie A 2013-2014 (pallacanestro maschile) perdendo ai quarti di finale in gare tre contro la Dinamo Basket Sassari).
Nella stagione 2014-15 veste la maglia della Dinamo Basket Sassari 2014-2015

## Nazionale
Veste la maglia azzurra: 
- nel 2000 - 4º posto Europei Juniores
- nel 2002 - 11º posto Europei Under-20
- nel 2005 - 9º posto Universiadi
- Nazionale A maschile 10 presenze (esordio il 26 maggio 2008 Italia - Iran 77 - 56)

## Palmarès
Promozioni:
- 2004-05 Junior Casale Monferrato: Legadue
- 2011-12 New Basket Brindisi: Serie A

Coppe:
- 2004-05 Junior Casale Monferrato: Legadue
- 2011-12 New Basket Brindisi: Legadue
- Campionato italiano: 1

Dinamo Sassari: 2014-15
- Coppa Italia: 1

Dinamo Sassari: 2015
- Supercoppa italiana: 1

Dinamo Sassari: 2014

### Cronologia presenze e punti in Nazionale
| Cronologia completa delle presenze e dei punti in Nazionale - Italia | Cronologia completa delle presenze e dei punti in Nazionale - Italia | Cronologia completa delle presenze e dei punti in Nazionale - Italia | Cronologia completa delle presenze e dei punti in Nazionale - Italia | Cronologia completa delle presenze e dei punti in Nazionale - Italia | Cronologia completa delle presenze e dei punti in Nazionale - Italia | Cronologia completa delle presenze e dei punti in Nazionale - Italia | Cronologia completa delle presenze e dei punti in Nazionale - Italia |
| Data                                                                 | Città                                                                | In casa                                                              | Risultato                                                            | Ospiti                                                               | Competizione                                                         | Punti                                                                | Note                                                                 |
| -------------------------------------------------------------------- | -------------------------------------------------------------------- | -------------------------------------------------------------------- | -------------------------------------------------------------------- | -------------------------------------------------------------------- | -------------------------------------------------------------------- | -------------------------------------------------------------------- | -------------------------------------------------------------------- |
| 26/05/2008                                                           | Alba Adriatica                                                       | Italia                                                               | 77 - 56                                                              | Iran                                                                 | Amichevole                                                           | 3                                                                    | [ 1 ]                                                                |
| 27/05/2008                                                           | Campli                                                               | Italia                                                               | 84 - 67                                                              | Iran                                                                 | Amichevole                                                           | 3                                                                    | [ 2 ]                                                                |
| 30/05/2008                                                           | Roseto degli Abruzzi                                                 | Italia                                                               | 67 - 63                                                              | Croazia                                                              | Torneo amichevole                                                    | 7                                                                    | [ 3 ]                                                                |
| 31/05/2008                                                           | Roseto degli Abruzzi                                                 | Italia                                                               | 79 - 86                                                              | Iran                                                                 | Torneo amichevole                                                    | 12                                                                   | [ 4 ]                                                                |
| 03/06/2008                                                           | Treviglio                                                            | Italia                                                               | 65 - 69                                                              | Rep. Ceca                                                            | Amichevole                                                           | 0                                                                    | [ 5 ]                                                                |
| 04/06/2008                                                           | Bassano del Grappa                                                   | Italia                                                               | 90 - 98                                                              | Rep. Ceca                                                            | Amichevole                                                           | 0                                                                    | [ 6 ]                                                                |
| 06/06/2008                                                           | Verona                                                               | Italia                                                               | 76 - 68                                                              | Ucraina                                                              | Torneo amichevole                                                    | 8                                                                    | [ 7 ]                                                                |
| 07/06/2008                                                           | Verona                                                               | Italia                                                               | 73 - 59                                                              | Selezione U22 LNP                                                    | Torneo amichevole                                                    | 3                                                                    | [ 8 ]                                                                |
| 08/06/2008                                                           | Verona                                                               | Italia                                                               | 88 - 69                                                              | Rep. Ceca                                                            | Torneo amichevole                                                    | 0                                                                    | [ 9 ]                                                                |
| 10/06/2008                                                           | Montebelluna                                                         | Italia                                                               | 90 - 73                                                              | Ucraina                                                              | Torneo amichevole                                                    | 0                                                                    | [ 10 ]                                                               |
| Totale                                                               |                                                                      | Presenze                                                             | 10                                                                   |                                                                      | Punti                                                                | 36                                                                   |                                                                      |